# Shirley Manson
Shirley Ann Manson, född 26 augusti 1966 i Edinburgh, är en skotsk musiker och sångare i Garbage. 

## Karriär
Shirley Mansons karriär startade i Edinburgh under tidigt åttiotal som sångare och keyboardspelare för det lokala bandet Goodbye Mr. Mackenzie innan hon blev frontfigur för Angelfish. 
Efter att ha sett Manson i en musikvideo med Angelfish på MTV bjöds Manson in av Garbage för att spela in en skiva med dem.
När Garbage tog en paus efter fyra album, en samlingsskiva och mer än 14 miljoner sålda skivor , valde Manson att ägna sig åt en solokarriär samt en skådespelarkarriär. Hon spelade karaktären Catherine Weaver i andra säsongen av Terminator: The Sarah Connor Chronicles år 2008. År 2010 meddelade Garbage att de var tillbaka i studion igen, och år 2012 släpptes deras femte studioalbum Not Your Kind of People. Garbage släppte sitt sjätte studioalbum, Strange Little Birds, i juni 2016.

## Diskografi

### Goodbye Mr. Mackenzie
- Good Deeds and Dirty Rags (1989)
- Hammer and Tongs (1991)
- Five (1994)
- The Glory Hole (1995)

### Angelfish
- Angelfish (1994)

### Garbage
- Garbage (1995)
- Version 2.0 (1998)
- Beautiful Garbage (2001)
- Bleed Like Me (2005)
- Not Your Kind of People (2012)
- Strange Little Birds (2016)
- No Gods No Masters (2021)